# أوزفالدو بينافيدس
أوزفالدو بينافيدس (بالإسبانية: Osvaldo Benavides)‏ (14 يونيو 1979) هو ممثل مكسيكي ولد في العاصمة مكسيكو , بدأ التمثيل منذ أن كان عمره التاسعة سنة وعمل في التلفزيون والمسرح.
شارك في العديد من أوبرا الصابونية من 1992 إلى 2000 ومن أشهر مسلسلاته في هذه السنوات والتي تم عرضها على شاشات العربية ماريا لا ديل باريو من بطولة فرناندو كولنج وتاليا وقام به بدور فرناندو.
وفي السن 21 وبعد يشارك في الأفلام السينما من 2000 إلى 2013 ولعبت في 10 فيلم ، وأيضا لعب في أوبرا الصابونية بين عامين 2002 إلى 2005 ليعود إليها مرة أخرى في 2011 وكانت فترة ما بين 2005 و 2011 عمل كمدير إحدى شركات في مكسيكو ومتخصصة في تجار أشرطة الفيديو والموسيقى.
رجع أوزفالدو إلى عالم أوبرا الصابونية صادف رجوعه مع خوسيه ألبرتو كاسترو منتج وزوج السابق لسيدة الأولى للمكسيك الممثلة أنجليكا ريفيرا زوجة رئيس المكسيك الحالي إنريكه بينيا نييتو, في مسلسل قلوب لاتعرف الحب بدور ميغيل بجانب الممثلة آنا بريندا كونتريراس وخورخي ساليناس وسوزانا كونزاليس وخوليان غيل وآنا مارتن, وأما آخر عمله في أوبرا الصابونية في مسلسل Lo que la vida me robó بجانب الممثلة انجيليك بوير وسيباستيان رولي ودانييلا كاسترو بدور ديمتري.

## روابط خارجية
- أوزفالدو بينافيدس على موقع IMDb (الإنجليزية)
- أوزفالدو بينافيدس على موقع ألو سيني (الفرنسية)
- أوزفالدو بينافيدس على موقع قاعدة بيانات الفيلم (الإنجليزية)